# 群体管球虫
群体管球虫（学名：Siphonosphaera socialis）为胶球虫科管球虫属的动物。分布于东大西洋热带或亚热带区、佛德角群岛、加那列群岛、印度洋以及中国南海等海域。